# 4" морское орудие Mk V
QF 4 inch Mk V (англ. Скорострельное 4-дюймовое орудие пятой модели) — 102-мм британское корабельное орудие времён Первой и Второй мировых войн. Первоначально оно предназначалось только для стрельбы по надводным целям, но уже в ходе Первой мировой войны на его основе были разработаны зенитные установки, которые использовались и на суше. Также применялось как орудие береговой обороны.

## Конструкция
Ствол пушки — «проволочной» конструкции, по всей длине заключался в кожух и имел внутренний лейнер. В поздних версиях орудия замену лейнера можно было производить на борту корабля. Затвор — горизонтально-скользящий. Балансировка ствола — естественная.

## Использование
По оценке Тони Диджулиана, 107 орудий ранних вариантов использовались сухопутными войсками в Первой мировой войне. Для флота были построены 554 орудия раннего варианта Mk V и 283 орудия варианта Mk VC, использовавшихся во Второй мировой войне.

### Корабельная артиллерия

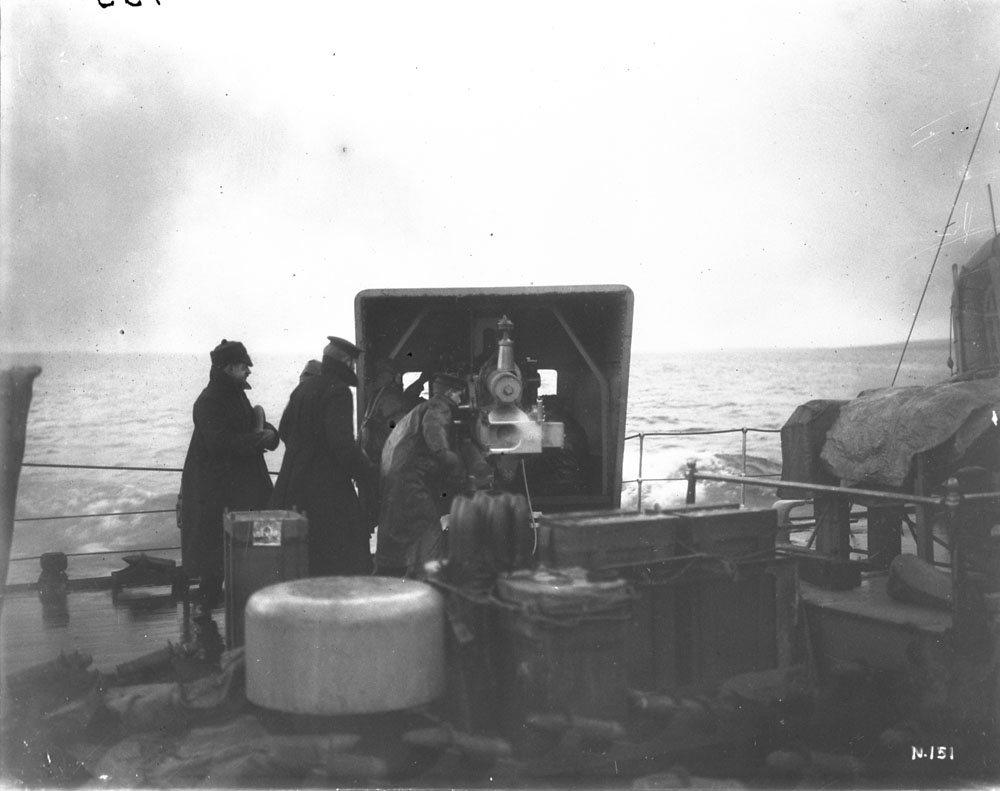
Орудийный расчёт крейсера «Галатея», февраль 1917 года

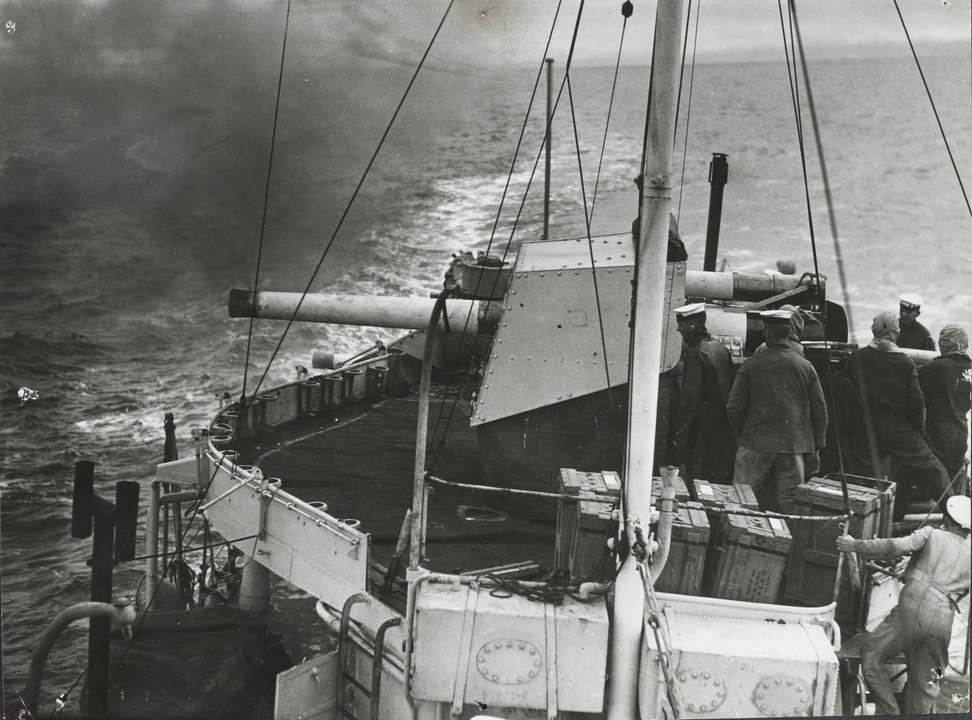
Орудийный расчёт эсминца «Вэмпайр», 1938 год

4-дюймовое орудие Mk V типа QF отличалось большей скорострельностью, нежели 4-дюймовое орудие Mk VII типа BL. Впервые оно появилось в 1914 году как вторичное вооружение лёгких крейсеров типа «Аретьюза», и вскоре было приспособлено для борьбы с авиацией путём увеличения угла возвышения. Орудие использовалось главным образом на крейсерах и более тяжёлых кораблях (например, крейсер КВМС Австралии «Сидней», крейсер КВМС Новой Зеландии «Лох-Морлих»). С 1917 года его устанавливали также на эсминцах типов «V» и «W», позднее из малых судов ими были оснащены минные заградители типа «Абдиэль», эсминцы типов «J», «K» и «N», шлюпы типа «Кингфишер» и другие.
В 1930-е годы на замену 4-дюймовому орудию Mk V пришло аналогичное орудие Mk XVI, которое стало устанавливаться на новые корабли. На старых же орудие Mk V продолжало свою службу и во время Второй мировой войны. До наших дней сохранились орудия новозеландского крейсера «Лох-Морлих», находящиеся на главной базе новозеландских ВМС Девонпорт в Окленде.

### Зенитная артиллерия сухопутных войск
Некоторые зенитные орудия использовались для защиты важных объектов от вражеских авианалётов в Первую мировую войну. Они устанавливались на стационарных платформах и показали хорошие результаты при использовании унитарных снарядов (вместо раздельного заряжания), что привело к дальнейшему распространению их применения. Возвышение орудия достигало 80°, но заряжание могло производиться при возвышении не более 62°, что снижало практическую скорострельность орудия. К концу Первой мировой в Великобритании находилось 24 таких орудия, во Франции — 2. После войны орудия были возвращены флоту.

### Орудия береговой обороны
С 1915 по 1928 годы несколько орудий были установлены в фортах для защиты эстуария реки Хамбер.

## Используемые снаряды

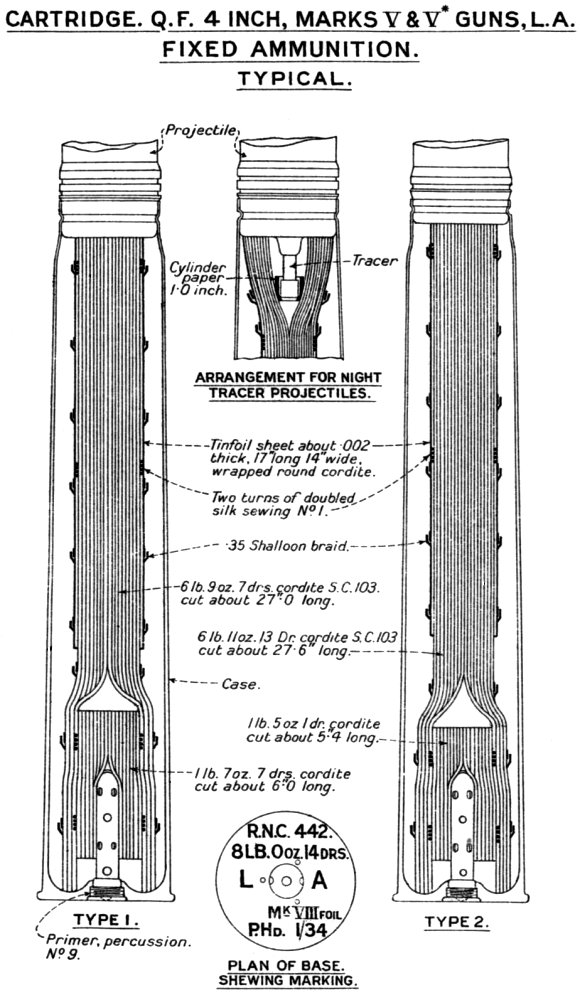
Унитарный выстрел для орудия с низким углом возвышения, 1930-е годы

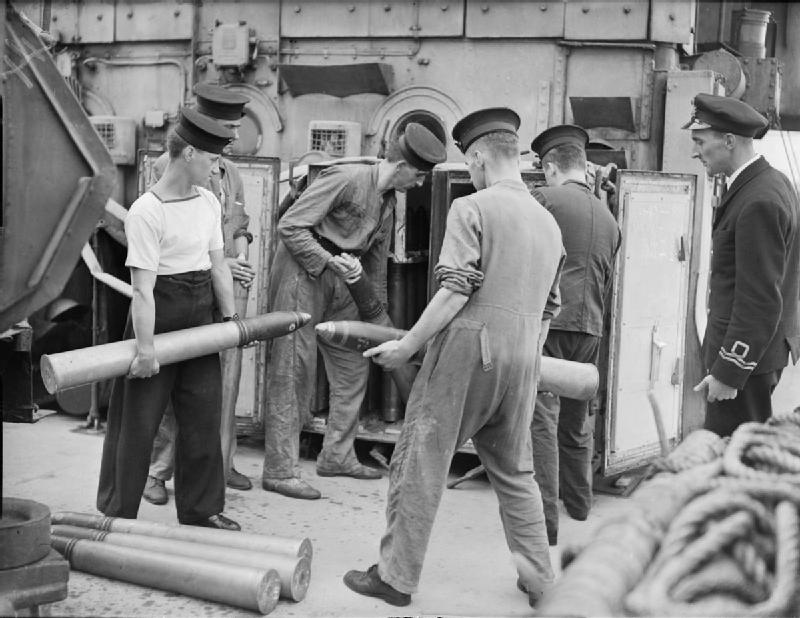
Расчёт орудия шлюпа «Виджен» типа «Кингфишер» загружает унитарные выстрелы в кранцы первых выстрелов, август 1943 года

Орудия ранней модели с низким углом возвышения имели раздельно-гильзовое заряжение. Ко времени Второй мировой войны большинство орудий использовало унитарные выстрелы.

## Эффективность против авиации
В таблице представлены характеристики британских зенитных корабельных орудий:
| Орудие                | Начальная скорость, м/с | Масса снаряда, кг    | Время преодоления 1500 м под углом 25°, с | Время преодоления 3000 м под углом 40°, с | Время преодоления 4600 м под углом 55°, с | Максимальная высота, м |
| QF 13 pdr 9 cwt       | 607                     | 5,67                 | 10,1                                      | 15,5                                      | 22,1                                      | 5790                   |
| QF 12 pdr 12 cwt      | 671                     | 5,67                 | 9,1                                       | 14,1                                      | 19,1                                      | 6100                   |
| QF 3 inch 20 cwt 1914 | 762                     | 5,67                 | 8,3                                       | 12,6                                      | 16,3                                      | 7160                   |
| QF 3 inch 20 cwt 1916 | 610                     | 7,26                 | 9,2                                       | 13,7                                      | 18,8                                      | 6710                   |
| QF 4 inch Mk V (ПМВ)  | 716                     | 14,1 (3 c.r.h.)      | 4,4??                                     | 9,6                                       | 12,3                                      | 8760                   |
| QF 4& inch Mk V (ВМВ) | 716                     | 14,1 (4,38/6 c.r.h.) | ?                                         | ?                                         | ?                                         | 9450                   |